# Archibald Murray

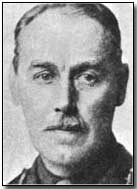
Archibald Murray

Sir Archibald James Murray, GCB, GCMG, CVO, DSO (* 23. April 1860 in Kingsclere, Hampshire; † 21. Januar 1945 in Reigate, Surrey) war ein Offizier der British Army, zuletzt General, und zeitweiliger Chef des Imperialen Generalstabes. Er ist am bekanntesten als Oberbefehlshaber der Egyptian Expeditionary Force in den Jahren 1916 und 1917 während des Sinai- und Palästinafeldzugs im Ersten Weltkrieg.

## Leben
Murray wurde am Cheltenham College und der Royal Military Academy Sandhurst ausgebildet und wurde 1879 ins 27th (Inniskilling) Regiment of Foot aufgenommen. Ab 1886 war er in diesem Regimentsadjutant und wurde im folgenden Jahr zum Hauptmann befördert. 1888 nahm er an der Niederschlagung eines Aufstands der Zulu teil. Nach weiteren Verwendungen besuchte er 1897 das Staff College Camberley und wurde 1898 zum Major befördert. Im Zweiten Burenkrieg diente er in Stabsverwendungen unter anderem unter Archibald Hunter und als Kommandeur des 2. Bataillons der Royal Inniskilling Fusiliers. Er erhielt in diesem Krieg den Distinguished Service Order und wurde Mentioned in Despatches.
Nach seiner Rückkehr nach England diente er unter anderem in höherer Stabsverwendung im Stab der 1. Division in Aldershot. 1907 wurde er Leiter der militärischen Ausbildung im War Office und avancierte 1910 zum Generalmajor. Im Dezember 1912 wurde er Inspekteur der Infanterie und befehligte zeitweilig die 2. Division.
Nach Beginn des Ersten Weltkriegs wurde Murray nicht wie ursprünglich geplant Generalquartiermeister der British Expeditionary Force, sondern anstelle Henry Hughes Wilsons deren Chef des Stabes. Während des Rückzugs nach der Schlacht bei Mons erlitt er einen physischen Zusammenbruch. Nach ständigen Querelen mit seinen Untergebenen, die gewohnt waren, unter Wilson zu arbeiten, wurde er Ende Januar 1915 durch William Robertson ersetzt.
Murray wurde anschließend stellvertretender Chef des Imperialen Generalstabs unter dem nicht verwandten James Murray, den er schließlich im September 1915 ablöste. Im Dezember 1915 wurde er erneut durch Robertson aus dem Amt verdrängt. Seine nächste Verwendung war die des Oberbefehlshabers der nach dem Abbruch des Gallipoli-Unternehmens neugebildeten Egyptian Expeditionary Force. Trotz der starken Reduzierung seiner Einheiten zugunsten der Westfront gelang es ihm, bis Anfang 1917 die Sinai-Halbinsel unter Kontrolle zu bringen und somit die Bedrohung des Suezkanals abzuwenden. Ein weiterer Vormarsch nach Palästina scheiterte an der türkischen Gegenwehr in den ersten beiden Schlachten um Gaza im Frühjahr 1917. Im Juni 1917 wurde Murray schließlich durch Edmund Allenby ersetzt, von dem sich Premierminister David Lloyd George die prestigeträchtige Einnahme Jerusalems versprach.
Murray wurde auf den Posten des Oberbefehlshabers des Aldershot Command abgeschoben und behielt diesen Posten bis November 1919. 1922 schied er aus dem aktiven Dienst. Murray war seit 1911 Colonel of the Regiment der Royal Inniskilling Fusiliers. Er starb 1945 im Alter von 84 Jahren.